# František Pícha

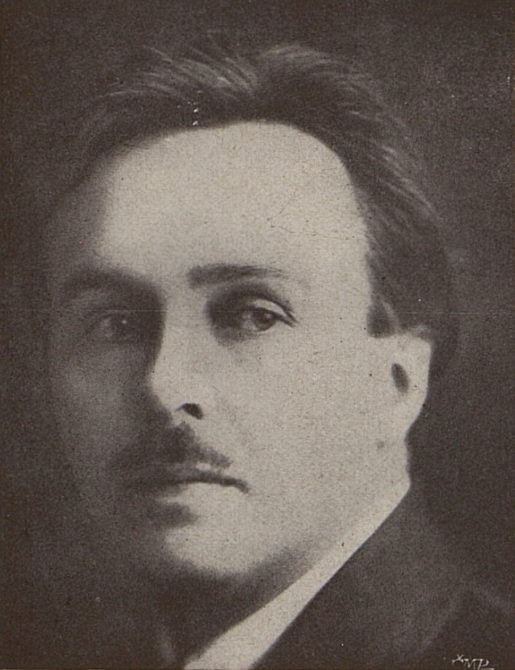
František Pícha (1893–1964)

František Pícha (* 3. Oktober 1893 in Řípec; † 10. Oktober 1964 in Prag) war ein tschechischer Komponist, Musikpädagoge und Volksliedsammler.
Pícha absolvierte das Lehrerinstitut in Soběslav und arbeitete als Lehrer in Südböhmen. Dort betätigte er sich als Volksliedsammler und studierte Musik bei Bohuslav und Otakar Jeremiáš in České Budějovice. Als Teilnehmer des Ersten Weltkrieges geriet er in Gefangenschaft und gründete Instrumentalensembles aus Kriegsgefangenen. Nach dem Krieg studierte er am Prager Konservatorium bei Josef Bohuslav Foerster, Jaroslav Křička und Karel Boleslav Jirák. Nach dem Abschluss besuchte er ab 1922 eine Meisterklasse von Josef Suk. 1935 wurde er Mitglied der Tschechischen Akademie der Wissenschaften und Künste.
Ab Anfang der 1930er Jahre veröffentlichte er die Ergebnisse seiner auf mehr als eintausend Plattenaufnahmen herangewachsenen Volksliedsammlung, teils als Bearbeitung für Chor oder Sologesang und Klavier, teils zusammengefasst in Form von Kantaten. Nach privater Lehrtätigkeit wurde er 1938 zum Professor für Komposition an der Prager Konservatorium berufen, während der deutschen Besatzung aber vorzeitig pensioniert. Nach dem Krieg lehrte er bis zu seiner erneuten Pensionierung 1948 an der Fakultät für Musik und Tanz der Akademie der musischen Künste in Prag. Seine Heimatstadt zeichnete ihn mit der Ehrenbürgerschaft aus.